# Пьер-Жиль, Жордан
Жордан Пьер-Жиль (фр. Jordan Pierre-Gilles; род.24 мая 1998 года в Шербруке, Канада) ― канадский конькобежец, занимающийся шорт-треком. Чемпион зимних Олимпийских игр 2022 года, чемпион мира по шорт-треку 2025 года, 2-кратный бронзовый призёр чемпионатов мира, обладатель Кубка мира на дистанции 500 м. Выступает за клуб "CPV Шербрук". 

## Биография
Жордан Пьер-Жиль начал кататься на коньках в возрасте 5-ти лет и заниматься шорт-треком в 2005 году в Шербруке. Когда он впервые начал участвовать в гонках со своим братом, они были, по сути, единственными чёрными конькобежцами в этом районе. Хотя Жордан был отличным конькобежцем, его родители были футболистами и приобщили его к футболу. Его отец Ришар Пьер-Жиль гордится успехами своего сына, который принёс много жертв для достижения этой цели.
С детства и до 17 лет он совмещал футбол и шорт-трек и даже в 2014 году получил «Золотой мяч» и «Золотую бутсу» U16 AAA за один и тот же сезон. С 2014 года он также участвовал в соревнованиях юниоров по шорт-треку на чемпионате Канады. В 18 лет он переехал в Монреаль для полноценных тренировок, а в 2019 году занял 2-е место в общем зачёте на открытом чемпионате Канады.
Пьер-Жиль дебютировал на Кубке мира в сезоне 2019/20 годов, и помог Канаде завоевать бронзовую медаль в смешанной эстафете на этапе в Шанхае, и золото в мужской эстафете в Дордрехте. Он дебютировал на чемпионате мира в Дордрехте в марте 2021 года в составе эстафетной команды и занял 5-е место. Вслед за этим Пьер-Жиль занял 3-е место на чемпионате Канады в августе того же года, что позволило ему войти в состав сборной Канады на предстоящий сезон Кубка мира.
На Кубке мира в ноябре 2021 года, в Дебрецене, вместе с командой выиграл золотую медаль в эстафете и серебряную медаль на этапе в Дордрехте. 18 января 2022 года Пьер-Жиль был включен в состав олимпийской сборной Канады. 16 февраля на Олимпийских играх в Пекине завоевал золотую медаль в эстафете. До этого участвовал в смешанной эстафете, где занял 6-е место и на дистанциях 1000 м и 500 м занял соответственно 16-е и 18-е места.
В сезоне 2022/23 Пьер-Жиль на Кубке мира трижды занимал 1-е место в мужской эстафете на этапах в Солт-Лейк-Сити, дважды в Алма-Аты и один раз был вторым в Дордрехте в смешанной эстафете. В личных гонках единожды поднялся в забеге на 1000 м на 3-е место в Алма-Аты. В марте 2023 года участвовал на чемпионате мира в Сеуле, но и там остался без медалей, заняв лучшее 4-е место в мужской эстафете. В сезоне 2023/24 на Кубке мира он выиграл 500-метровку на этапах в Монреале и дважды в Пекине, а также был вторым в Дрездене, что привело его впервые к первому месту общего зачёта Кубка мира на этой дистанции.
В ноябре 2023 года на чемпионате 4-х континентов в Лавале Пьер-Жиль завоевал золотую медаль в смешанной эстафете, серебряную в беге на 500 м и бронзовую в мужской эстафете. А в марте 2024 года на чемпионате мира в Роттердаме стал бронзовым призёром в забеге на 500 м.

## Личная жизнь и семья
Пьер-Жиль получил степень доктора гуманитарных наук в 2021 году в колледже Мезоннёв в Монреале. Он увлекается чтением, играми, путешествиями, пешим туризмом, велоспортом. У Пьера-Жиля есть хобби, он большой любитель музыки, которой занимается уже больше 10 лет. Он коллекционирует виниловые пластинки и у него есть проигрыватель и посещает много концертов со своей группой друзей. Его брат Седрик также занимался конькобежным спортом на высшем уровне, но предпочёл завершить свою спортивную карьеру, чтобы сосредоточиться на учёбе. Его отец гаитянского происхождения, Ришар Пьер-Жиль родом из Порт-о-Пренса был членом национальной футбольной сборной в 1980-х годах. Он прибыл в Канаду в 1967 году со своими родителями – гаитянами, Мари-Жанин Саже и Эли Пьер-Жиль, сами уроженцы Сен-Марка. Его мать, коренная канадка, Софи Гайу, родилась в Фарнеме, но выросла в Шербруке, была членом футбольной команды Квебека.